# Манго (певец)
Манго (на италиански: Mango), псевдоним на Джузепе Манго (Giuseppe Mango), познат и като Пино Манго (Pino Mango; * 6 ноември 1954, Лагонегро, Италия, † 8 декември 2014, Поликоро, пак там), е италиански певец, автор на песни и поет.
Известен със своята специфична вокална техника, определяна от някои като „полуфалцет“, неговият стил, който съчетава поп и рок с фолклорни звуци и етномузика, получава термина „средиземноморски поп“. Италианският музикален критик Марио Луцато Фегиз определя Манго като „истински новатор на италианската поп музика".
След неуспешен дебют той придобива популярност с песента Oro (1984) и достига връх с други хитове като Lei verrà (1986), Bella d'estate (1987), Come Monna Lisa (1990) и Mediterraneo (1992) ). В следващата фаза от кариерата си продължава да получава положителни отзиви с песните Amore per te (1999), La rondine (2002) и Ti porto in Africa (2004). Продава над 6 млн. плочи и дискове. Манго също пише песни за изпълнители като Миета, Лоредана Берте, Пати Право, Лорета Годжи и Андреа Бочели, много от тях в сътрудничество с брат му Армандо, с когото споделя голяма част от кариерата си. Песните му са изпълнявани както от италиански, така и от чуждестранни изпълнители, като Мина, Мия Мартини, Лио Сейър, Елен Сегара и Елефтерия Арванитаки.

## Биография

### Ранни години
Джузепе Манго е роден в градчето Лагонегро в провинция Потенца. Прекарва кратък период от детството си в Милано, преди да се върне в родния си град със семейството си.
Талантът му се забелязва рано – на около 6-годишна възраст се присъединява към група, изпълняваща кавъри, заедно с по-големия му брат Микеле. Първоначално вкусът на Манго е насочен към соула и хардрока – стилове, напълно различни от тези, които след години ще отбележат най-големите му творчески успехи. След любимите му изпълнители и групи са Арета Франклин, Отис Рединг, Лед Цепелин и Дийп Пърпъл; по-късно слуша и Стинг, Принс, Ей Си/Ди Си и особено Питър Гейбриъл, който оказва силно влияние върху стила му.  През юношеството си Манго не се интересува от италианската музика, заявявайки, че би изпълнил най-много някоя песен на Лучо Батисти.
След като се дипломира като геодезист, се записва във Факултета по социология на Университета в Салерно, но не завършва обучението си.

### 70-те години
В началото на 70-те години Манго заедно с брат си Армандо се установява в Рим в опит да стане професионален музикант. В очакването си да вземе изпита към Италианското дружество за автори и издатели (SIAE) той се запознава с Ренато Дзеро, който, след като изслушва песните му, го представя на Франко Милячи, продуцент на лейбъла RCA Italiana. Под ръководството на Силвано Д'Аурия – бивш сътрудник на Рикардо Кочанте, който пръв забелязва потенциала на бъдещата звезда, през октомври на 1976 г. Манго издава с RCA албума „Моята приятелка е голяма горещина“ (La mia ragazza è un gran caldo). Звученето на записа, свързан с поп авторите на песни от онова време и далеч от стила, който ще го направи известен през следващите години, предизвиква интереса на някои от изпълнителите на италианска поп музика. Две негови песни: „За теб, която ми отваряш вселената“ (Per te che mi apri l'universo) и „Ти дъжд, аз сутрин“ (Tu pioggia, io mattino) привличат вниманието на Пати Право, която ги изпълнява в албума си Tanto, като променя името на втората песен на „За да те обичам от любов“ (Per amarti d'amore). Освен нея самата Мия Мартини се увлича по песните на изгряващия певец и включва собствена версия на песента „Ако ме докоснеш“ (Se mi sfiori) в албума си Che vuoi che sia… se t'ho aspettato tanto.
През 1977 г. Манго участва в програмата Passo 16 – Zero & Co. с Ренато Дзеро, изпълнявайки песента „Безспорно моя“ (Indiscutibilmente mia), по-късно преименувана на „На тази земя само моя“ (Su questa terra solo mia), включена в първия му албум. Същата година на пазара е пусната 45-оборотна плоча, издадена от компанията Numero Uno, с песните „Въздушни конци“ (Fili d'aria) и „Почти любов“ (Quasi amore), които така и не са включени в някой следващ негов албум. На следващата година той записва нов сингъл с още две песни: „тамц“ (Una danza) и „Не ме чакай“ (Non aspettarmi). През 1979 г. под артистичния псевдоним Пино Манго той издава албума „Арлекин“ (Arlecchino), в който се откроява „Да те чуя“ (Sentirti), записана и от Пати Право и по-късно от Миета.

### Пробив с албумаOro
През 1982 г. с лейбъл Фонит Четра излиза албумът на Манго „Опасно е да се навеждаш“ (È pericoloso sporgersi), с който той се представя като Пино Манго пред широката публика. С по-рок звучене от предишните творби, албумът включва песни като Fuori gioco (Извън играта), в която се пее за затрудненията по време на младостта, пряко свързани с дрогата, и „Черно и тъмносиньо“ (Nero e blu), често първа песен на концертите му  в продължение на няколко години, по-късно изпълнена от Шалпи, за когото Манго пише и песните „Азът“ (L'Io) и „Ид-ът“ (l'Es) и „Алелуя“ (Hallelujah). Въпреки че първите му албуми имат известна видимост, те не получават очаквания успех, нито им е дадено много място по радиото и телевизията.
През 1984 г. той представя на Фонит Четра пробен запис, на който не е обърнато никакво внимание. Певецът, отчаян от слабите резултати от първите си три албуми (според него от тях са продадени общо едва 300 копия), възнамерява да изостави музиката и да възобнови университетското си обучение. Текстописецът Могол, който е в студиото на звукозаписната компания, за да подрежда архивите, открива песента и, приятно изненадан от нея, решава да се срещне с Манго. Мара Майонки, която току-що се е присъединила към Фонит Четра като художествен директор, се свързва с Манго, който, след многократни откази и все по-решителен да напусне бизнеса, най-накрая се съгласява да се срещне с Могол. Пробният запис съдържа парче, озаглавено Mama Voodoo, чийто текст е дело на брат му Армандо. Могол решава да пренапише думите и така се ражда „злато“ (Oro), който, издаден като сингъл през следващата година, носи на Манго толкова голям успех, че става негова най-емблематична песен. Срещата с Могол, както и приносът на Алберто Салерно като художествен продуцент и текстописец, са решаващи за възобновяването на кариерата на Манго. Oro е включена две години по-късно в студийния албум на певеца Odissea.

### Фестивал в Санремо
През 1985 г. Манго участва за първи път в Фестивала на италианската песен в Санремо  в категорията „Нови предложения“ с песента „Пътуването“ (Il viaggio), за която е удостоен с Наградата на критиката, въпреки че не успява да стигне до финала. Песента е включена в албума му „Австралия“ (Australia) от същата година. Същата година той пише и продуцира всички песни от дебютния албум на Лаура Валенте Tempo di Blues, която ще му бъде спътничка през целия му живот.
През 1986 г. Манго отново участва на музикалния фестивал, но този път с общо четири песни, една от които изпълнява, а другите три написва. Първата от тях е „Тя ще дойде“ (Lei verrà), с която участва в категорията Big (Големи), втората – „Ще се родя“ (Io nascerò) в съавторство с Алберто Салерно, изпълнена от Лорета Годжи и използвана за начална тема на това издание на фестивала, третата – „Крал“ (Re) в изпълнение на Лоредана Берте, която участва за първи път на фестивала (пораждайки прочутия скандал с изпълнението си в предмайчинска версия), и четвъртата – „Никаква болка“ (Nessun dolore), написана за Анна Бусоти в категорията „Нови предложения“. Въпреки че Lei verrà се класира на 14-о място на фестивала, песента не след дълго се превръща в една от най-представителните за кариерата на Манго. Включена е в албума му Odissea, излязъл същата година и е удостоен със златна плоча за продажби, и вижда участието на Брайън Огер на клавишни – водеща фигура в рока от 60-те и 70-те години. В албума се откроява и друга песен: „Зимната роза“ (La rossa dell'inverno). Същата година певецът е награден и със статуетката „Телегато“ за откритие на годината.
През 1987 г. Манго участва за трети пореден път на Фестивала в Санремо, този път с песента „От сърцето нататък“ (Dal cuore in poi), която се класира на 18-то място. Същата година е издаден албумът му „Сега“ (Adesso), който освен Dal cuore in poi съдържа и друга известна песен от репертоара на Манго – „Красива през лятото“ (Bella d'estate), написана заедно с Лучо Дала. Албумът е удостоен с три златни плочи за пет месеца и е издаден и извън Италия, особено в Испания, където е на върха на класациите. Не след дълго е взето решение албумът да се издаде на испански език под името Ahora, от който сингъл става Flor de Verano (испанската версия на Bella d'estate), който завоюва първо място в испанската класация Los 40 Principales на 30 април 1988 г.
През 1988 г. излиза албумът „Преследвайки орела“ (Inseguendo l'aquila), придружен от 45-оборотната плоча „Желязо и огън“ (Ferro e fuoco). Албумът, подобно на предходния, е удостоен със златна плоча и е издаден в Испания през същата година под името Hierro y fuego.
Участие във Фестивала на италианската песен в Санремо
| Издание      | Песен                                         | Категория        | Място             | Награда                            |
| ------------ | --------------------------------------------- | ---------------- | ----------------- | ---------------------------------- |
| Санремо 1985 | Il viaggio (Пътешествието)                    | Нови предложения | Не стига до финал | Награда на критиката               |
| Санремо 1986 | Lei verrà (Тя ще дойде)                       | Големи           | 14                |                                    |
| Санремо 1987 | Dal cuore in poi (От сърцето нататък)         | Шампиони         | 18                |                                    |
| Санремо 1990 | Tu… sì (Ти, да…)                              | Шампиони         | Не стига до финал |                                    |
| Санремо 1995 | Dove vai (Къде отиваш)                        | Шампиони         | 11                | Награда за най-добър аранжимент    |
| Санремо 1998 | Luce (Светлина), в дует с Дзенима             | Шампиони         | 6                 | Награда на FIMI за най-добра песен |
| Санремо 2007 | Chissà se nevica (Кой знае дали ще вали сняг) | Шампиони         | 5                 |                                    |

### 90-те години
През 1990 г. Mango издава „Сиртаки“ (Sirtaki), неговият най-продаван албум. Преди издаването му той участва във Фестивала в Санремо с песента „Ти... да“ (Tu... sì), която в същото издание е изпълнена и от британския певец и автор на песни Лео Сейер със заглавие The moth and the flame. Песента и по-известните „В моя град“ (Nella mia città) и „Като Мона Лиза“ (Come Monna Lisa) допринасят за успеха на албума, който достига цифрата от 500 хил. продадени копия в Италия и Манго също така получава наградата Vela d'oro в Рива дел Гарда. Испанската версия на този албум със същото име е издадена през 1991 г. През същата година Манго пише три песни за Миета, включени в албума ѝ Volano le pagine: „Освен теб“ (Oltre te), „Никога сами“ (Soli mai) и „И не (какво си)“ (E no (cosa sei)).
Албумът му „Като вода“ (Come acqua) от 1992 г. потвърждава успеха на Манго в областта на средиземноморския поп. „Средиземно море“ (Mediterraneanо) е сингълът, който е движещата сила, отново с текст на Могол. Продадените копия надхвърлят 400 хил.
През 1994 г. той сменя звукозаписната си компания с И Ем Ай и издава албума Mango, в който се откроява песента „Джулиета“ (Giulietta), написана заедно с Паскуале Панела.
През 1995 г. излиза „Къде отиваш“ (Dove Vai) – първият му концертен албум, записан в Болоня и съдържащ две оригинални парчета: Dove Vai, представено на Фестивала в Санремо и наградено за най-добър аранжимент, и „Въздишка“ (Sospiro). 
През 1997 г. Манго се завръща във Фонит Четра, издавайки албума „Кредо“ (Credo), който продава общо 150 хил. копия. За да направи този албум, той използва международни изпълнители като Мел Гейнър (барабанист на Симпъл Майндс) и Дейвид Роудс (китарист на Питър Гейбриъл).
През 1998 г. певецът отново участва във Фестивала в Санремо, където заедно с Дзенима представя песента „Светлина“ (Luce), която достига 6-то място в класацията.
През 1999 г. сменя звукозаписната си компания и с WEA Италия и издава първата и единствена официална компилация: „Видяно така“ (Visto così), съдържаща две оригинални песни, написани с брат му Армандо и с Паскуале Панела: „Любов за теб“ (Amore per te) и „Не спи повече“ (Non dormire più). Албумът печели 4 платинени диска за над 400 хил. продадени копия.

### 2000-те години

#### Творческа дейност
През 2000 г. Манго пише за Миета песента „Да се любиш“ (Fare l'amore), представена на Фестивала в Санремо същата година.
През 2002 г. той издава албума си „Разочарование“ (Disincanto). Песента „Лястовицата“ (La rondine) и заглавната песен Disincanto постигат голям успех; също заслужава да се спомене изпълнението му на песента на Бийтълс Мишел, изпълнена на шест гласа. Албумът продава 250 хил. копия и бележи последното сътрудничество на братята на Манго, които окончателно слагат край на отношенията си.
През 2004 г. в албума му „Ще те заведа в Африка“ (Ti porto in Africa) типичните средиземноморски звуци се смесват с рок аранжименти в търсене на ново звучене и други музикални експерименти. Той става платинен и се продава в над 100 хил. копия. През същата година Манго публикува първата си стихосбирка, озаглавена „Не те намирам в презрения свят“ (Nel malamente mondo non ti trovo), издадена от изд. Пендрагон и разпространена от Chiaroscuro, съдържаща 54 произведения и някои фотографски илюстрации.
През 2005 г. певецът подписва нов договор със Сони Мюзик Би ЕМ Джи и издава албума „Обичам те така“ (Ti amo così), получил златна плоча за продажби, където в песента „Декември на портокаловите дървета“ (Il dicembre degli aranci) пее в дует със съпругата си Лаура Валенте. В албума участва барабанистът Йън Томас (работил с Мик Джагър и Елтън Джон). На диска той също така изпълнява известна неаполитанска песен I 'te vurria vasa'. 
През 2007 г. певецът се изявява на третата вечер на Фестивала в Санремо с песента „Кой знае дали ще вали сняг“ (Chissa se nevica) в дует с Лаура Валенте и се класира на 5-то място. Едновременно със сингъла от Санремо той издава и албума „Дървото на феите“ (L'albero delle fate), който получава златен диск за продажби, както и втората си стихосбирка „За колко удивление“ (Di quanto stupore), разпространявана от Chiaroscuro-Edizioni Pendragon.
През 2008 г. пее в дует с Нери пер Казо известното си парче „Красива перз лятото“ Bella d'estate). На 19 септември излиза кавър албумът му „Облакохващач“ (Acchiappanuvole), чието заглавие е взето от стих на песента Ragazzo mio на Луиджи Тенко от 1964 г. Новата творба е предшествана от сингъла „Сезонът на любовта“ (La stagione dell'amore), изпят заедно с автора му Франко Батиато. В албума участва Клаудио Балиони, с когото Манго пее в дует песента „Хубава любов“ (Amore Bello). Той е сертифициран с платинен диск за продажби.
През април 2009 г. Манго участва в записа на песента Domani 21/04.2009 на Мауро Пагани, приходите от която са дарени на населението, засегнато от земетресението в Акуила.

#### Край на кариерата
От 28 август 2009 г.  в ротация по италианските национални радиостанции е сингълът му „Против всички предвиждания“ (Contro tutti i pronostici), предшестващ излизането на двойния му концертен албум „Любовите са прозорци“ (Gli amori son finestre), публикуван от Сони Мюзик и издаден на 18 септември. Песента, която е една от двете оригинални парчета, е написана от младата рок група от Беневенто Рей Момо, гост звезди в някои концерти от турнето му Acchiappanuvole. Същото заглавие носи стихотворението на Манго, рецитирано от Флавио Инсина. Другата оригинална песен „И после отново нощ“ (E poi di nuovo la notte) е написана от самия Манго. 
През същата година той участва в създаването на албума Q.P.G.A. на Клаудио Балиони, като пее песента „Взимам те за моя булка“ (Io ti prendo come mia sposa), и си сътрудничи в албума De La Buena Onda на китариста Флавио Сала, като пее Volver – песен на Карлос Гардел.
На 24 май 2011 г. излиза двадесетият албум на Манго „Земята на хвърчилата“ (La terra degli aquiloni), предшестван от сингъла „Булката“ (La Sposa), написан заедно с Паскуале Панела. В деня на издаването на новия сингъл се обновява официалният му сайт и се ражда първата му официална Фейсбук страница. Албумът вижда сътрудничеството на Паскуале Панела в три песни и на Маурицио Фабрицио и Гуидо Мора в заключителната песен „Убежището“ (Il Rifugio), както и два кавъра: Volver на Карлос Гардел и Starlight на Супермен Лавърс.
През април 2013 г. Манго пише заедно с Карло де Бей и Чинция Фаролфи песента „Глас без глас“ (Voce senza voce), изпълнена от Марио Нунцианте, бивш състезател в шоуто за таланти „Приятели на Мария де Филипи“ (Amici di Maria de Filippi), и участва в припева на песента.
Последният албум на изпълнителя е „Любовта е невидима“ (L'amore è invisibile) от 2014 г. с лейбъла Колумбия Сони Мюзик. В него има три оригинални песни и препрочит на песни на музиканти като Стинг, Ю Ту, Фабрицио де Андре, Лучо Батисти, Бийтълс, Пино Даниеле, както и традиционната сардинска песен No potho reposare.

#### Смърт
Вечерта на 7 декември 2014 г. Манго участва в благотворителното събитие „Светът на цветовете“, което се провежда в Палаерколе на град Поликоро. По време на събитието в полза на децата на Гвинея Бисау, в което участват и личности като Франко Фазано, Метис ди Мео и Дино Парадизо, Манго излиза на сцената в полунощ пред 4000 души. По време на изпълнението на една от най-известните си песни Oro той се чувства зле, спира да пее и се извинява на публиката. Отведен зад кулисите, въпреки оказаната му помощ, той умира на 60 г. от инфаркт, преди да стигне до болница. Той е споделил на съпругата си Лаура, че би искал да умре на сцената: „Какво по-красиво от това да умреш, докато правиш музика пред хората, а именно докато правиш това, което обичаш най-много?“.
На 9 декември по-големият му брат Джовани се чувства зле при събуждане, вероятно също поради инфаркт; 75-годишният мъж умира малко след пристигането си в болница. Другите двама братя Армандо и Микеле, които са в болницата да видят Джовани, също се почувстват зле, но след хоспитализация са изписани.
Погребението на Манго се чества от архиепископ Франческо Ноле на 10 декември в катедралата на родния му град Лагонегро, където певецът се е върнал да живее няколко години по-рано. На церемонията присъстват градските власти, президентът на регион Базиликата Марчело Питела, Могол, Франц ди Чочо и Франко Мусида от група Премията Форнерия Маркони, Маурицио Фабрицио, звукозаписни
ага компания Сони, приятели на радиото, включително Паола Гало от Radio Italia, и голяма група граждани. Манго е погребан в градското гробище. В ранния следобед на същия ден в църквата Сан Джузепе се провежда погребението на брат му Джовани.
Почти пет години след смъртта му, на 22 ноември 2019 г., излиза бокс-сетът „Всичката любов, която наистина има значение“ (Tutto l’amore che conta davvero), който съдържа най-големите му хитове, творчески сътрудничества, реинтерпретации и други по-малко известни негови песни.

## Личен живот
Манго винаги е бил резервиран за личния си живот и е насочвал вниманието на медиите към творческата си дейност. През 2004 г. се жени за Лаура Валенте, известна най-вече като втората солистка на групата Матия Бадзар след Антонела Руджеро. Двамата имат връзка от 1983 г. На двойката се раждат две деца преди брака – Филипо, роден през 1995 г., и Анджелина, родена през 1999 г., като и двамата се насочват към музиката. Филипо е барабанист, а Анджелина – певица. И двете деца работят заедно с баща си както в студиото, така и на живо.

## Дискография

### Студийни албуми
- 1976 – La mia ragazza è un gran caldo
- 1979 – Arlecchino
- 1982 – È pericoloso sporgersi
- 1985 – Australia
- 1986 – Odissea
- 1987 – Adesso
- 1988 – Inseguendo l'aquila
- 1990 – Sirtaki
- 1992 – Come l'acqua
- 1994 – Mango
- 1997 – Credo
- 2002 – Disincanto
- 2004 – Ti porto in Africa
- 2005 – Ti amo così
- 2007 – L'albero delle fate
- 2011 – La terra degli aquiloni

### Албуми с кавъри
- 2008 – Acchiappanuvole
- 2014 – L'amore è invisibile

### Сборни албуми
- 1999 – Visto così
- 2019 – Tutto l'amore che conta davvero

### Концертни албуми
- 1995 – Dove vai
- 2009 – Gli amori son finestre

## Дуети
- С Лорета Годжи: Lei verrà (албум C'è poesia, 1986).
- С Лорета Годжи: La rosa dell'inverno (албум C'è poesia due, 1987).
- С Дзенима: Luce (албум Credo + Luce, 1998).
- С Мариела Нава: Il mio punto di vista (албум Così è la vita, 1999).
- С Лучо Дала: Forse che si, forse che no (албум Ti porto in Africa, 2004).
- С Лаура Валенте: Il dicembre degli aranci (албум Ti amo così, 2005).
- С Лаура Валенте: Chissà se nevica (сингъл Dentro me ti scrivo, 2007).
- С Франко Батиато: La stagione dell'amore (албум Acchiappanuvole, 2008).
- С Клаудио Балиони: Amore bello (албум Acchiappanuvole, 2008).
- С Нери пер Казо: Bella d'estate (албум Angoli diversi, 2008).
- С Клаудио Балиони: Io ti prendo come mia sposa (албум Q.P.G.A., 2009).
- С Флавио Сала: Volver (албум De la buena onda, 2009).
- С Мария Джована Керки: Non potho reposare (албум L'amore è invisibile, 2014).
- С Дзойс: Oro (сингъл, 2015) - посмъртно.

## Стихосбирки
- Nel malamente mondo non ti trovo. Pendragon-Chiaroscuro, 2004 г.
- Di quanto stupore. Pendragon-Chiaroscuro, 2007 г.
- Tutte le poesie. Pendragon, 2015 г. (посмъртно)